# Casa da Reboleira Nº 55
Construído numa das ruas mais típicas e antigas da cidade, é um excelente exemplo da arquitetura civil do fim de Idade Média, tem aspetos que podem fazÊ-lo remontar ao século XVI. Os portais são góticos.
Já sofreu várias adaptações ao longo dos tempos, parecendo atualmente abandonada ou sem uso aparente.